# The Hardest Way to Make an Easy Living
The Hardest Way to Make an Easy Living er The Streets' tredje studiealbum.
Albummet blev udgivet den 10. april 2006. På dette album handler teksterne i høj grad om Mike Skinners nyvundne popularitet og i mindre grad om de hverdagssituationer der prægede de to foregående album.

## Numre
1. Prangin' Out – 3:49
2. War of the Sexes – 3:26
3. The Hardest Way to Make an Easy Living – 3:13
4. All Goes Out the Window – 3:32
5. Memento Mori – 2:36
6. Can't Con an Honest John – 3:40
7. When You Wasn't Famous – 3:18
8. Never Went to Church – 3:32
9. Hotel Expressionism – 3:33
10. Two Nations – 3:05
11. Fake Streets Hats – 3:12